# Рюдігер з Бехеларну
Рюдігер з Бехеларну (нім. Rüdiger von Bechelaren) — один з героїв «Пісні про Нібелунгів»; був маркграфом Пехларна на Дунаї. На думку деяких дослідників (Лагманн, Вайтц), Рюдігер спочатку був міфологічним персонажем, який лише пізніше перетворився на історичного героя. Пор. Mulh, «Der Mythus des Markgrafen Rüdiger» (Відень, 1877). Драматична обробка переказу про Рюдігера була здійснена Остервальдом (Галле, 1849) та Ф. Даном (Лейпциг, 1875).